# Leucoloma cameruniae
Leucoloma cameruniae là một loài Rêu trong họ Dicranaceae. Loài này được Paris mô tả khoa học đầu tiên năm 1900.